# 班多尔班沙达尔乌帕齐拉
班多尔班沙达尔乌帕齐拉是孟加拉国班多爾班縣的一个乌帕齐拉，位於吉大港专区的班多爾班縣。。

## 人口
據2011年孟加拉國人口普查，班多尔班沙达尔共有戶數9,981戶，人口49,711人。其中男性佔比56.07%，女性佔比43.93%；成年人口27,417人。該地7歲以上人口之平均識字率為34.5。